# 아르치도소
아르치도소(이탈리아어: Arcidosso)는 이탈리아 토스카나주 그로세토도에 있는 코무네다. 피렌체에서 남쪽으로 100 km, 그로세토에서 북쪽으로 35km 거리에 있다.

## 역사
아르치도소에 사람들이 살기 시작해도 역사에서 처음 언급된 시기는 성 살바토레 수도원의 사유지라고 언급된 860년경이다. 1331년 구이도리초 다 폴리아노가 4천명의 보병과 400명의 기병을 동원하여 이곳을 4달간 포위하였고 끝내 함락시켰다. 1556년 시에나 공화국에 넘어간 뒤, 이후 토스카나 대공국이 이곳을 차지하였다. 코시모 데 메디치 1세는 이곳에 많은 기관들을 설치하였다.
1786년에 레폴디나 개혁이 일어난 후, 인구가 눈에 띄게 증가하였고 아르치도소의 거주민은 백년 만에 네 배가 되었다. 아르치도소는 역사적으로 몬테아미타 지역에 있어서 가장 중요한 정치, 행정의 중심지였다.

## 같이 보기
- 아미아타산